# 日向事件
日向事件（ひゅうがじけん）とは、北朝鮮によるスパイ事件。1981年（昭和56年）7月24日、宮崎県警察により検挙、摘発された。北朝鮮工作員の斉藤幸雄こと黄成国（当時、62歳）は戦前に徴用工として滞日した経験があり、1980年（昭和55年）に日本に密入国したのち、指揮下の映画監督で帰化した在日朝鮮人の清本隆男に韓国知識人への接近やモスクワ、ポルトガル領マカオでの工作資金授受をさせていた。また、在日韓国人の H を獲得し、彼を頻繁に韓国に渡航させた。H が韓国でスパイ容疑で逮捕されたのち、黄は北朝鮮への帰還を企図し、宮崎県日向市の海岸を徘徊していたところを逮捕された。

## 概要
黄成国は、1943年（昭和18年）、徴用工として植民地下の朝鮮から日本本土に渡り、広島県の呉造船所で2年間働いたのち朝鮮に帰った。1954年（昭和29年）、北朝鮮当局より召喚されて工作員となることを命じられ、約3年間のスパイ教育を受けたのち、北朝鮮の指定する在日朝鮮人の北朝鮮送り込み工作を指令され、1960年（昭和35年）9月、京都府竹野郡丹後町（現、京丹後市）の経ヶ岬より不法に入国した。
その後、黄は北朝鮮に密出国して北朝鮮工作員の訓練係となり、日本情勢についての教育などに従事していたが、1980年（昭和55年）3月、再びスパイ教育をほどこされて
- 韓国で指導的立場にある在日韓国人や韓国留学生の獲得
- 獲得した在日韓国人・韓国留学生の韓国潜入工作
- 日本で活動中の北朝鮮工作員の指導、監督

などの任務を指令され、1980年6月、乱数表、暗号表、偽造外国人登録証明書、工作資金などを携行して宮崎県日向市の小倉ヶ浜海岸より日本に不法に入国した。指令のねらいは、「高麗民主連邦共和国」構想を実現するため、在日韓国人のなかで韓国において指導的立場に立てる人間の抱き込みにあったという。
映画監督の帰化朝鮮人である清本隆男が工作員となったのは、黄成国の前任の工作員によるもので、1970年（昭和45年）頃のことである。清本は、北朝鮮からの暗号無線を受信しながら、映画監督としての立場を利用して、韓国知識人への接近や自衛隊情報の収集、モスクワやマカオでの工作資金の受け取りなどを行っていた。そして、黄成国潜入後は黄の指導監督の下で活動を継続していた。
黄成国はまた、在日韓国人の H を獲得し、H を頻繁に韓国に渡航させた。H が韓国でスパイ容疑で逮捕された後、身の危険を感じた黄は北朝鮮への脱出をはかり、1981年6月24日、折からの台風のため北朝鮮工作船と合流できずに日向市金ヶ浜海岸を徘徊していたところを宮崎県警察によって逮捕された。脱出予定の海岸近くの松林から発見された暗号メモ、および偽造外国人登録証明書が押収されたが、後者は、1981年3月の伏木国分事件で自殺した姜正彦の外国人登録証番号とは2番違いであった。7月10日、映画監督の清本隆男も宮崎県警察によって逮捕された。暗号表や暗号指令受信録音テープなどの証拠物件も押収された。
宮崎地方裁判所延岡支部は、1981年11月30日、黄成国に対し出入国管理令・外国人登録法違反、有印公文書偽造罪で懲役1年6月の判決を下した。清本隆男に対しては、それに先立つ9月30日、懲役4月、執行猶予2年の判決を下している。
この事件は、北朝鮮工作員が「完全自供」した唯一の事件であった 。これは、朝鮮語のできる取調官（警察官）が、警察の風呂に入れて身体をふいてやったり、朝鮮の風習である義兄弟の契りをかわしたりなど、工作員に対し人間として真摯に向き合った結果によるものであった。